# Méntrida (vino)

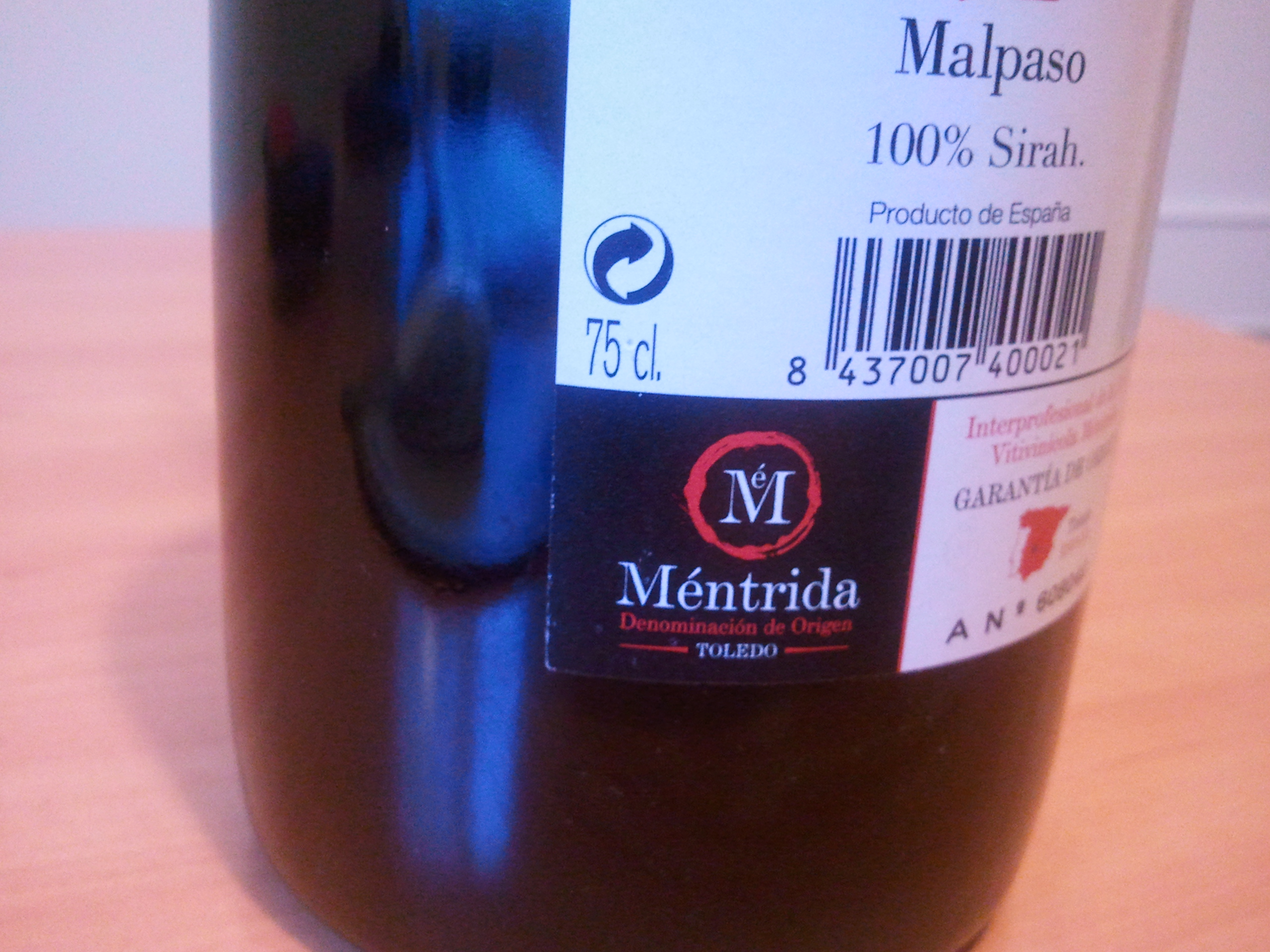
Etiqueta de la Denominación de origen Méntrida

Méntrida es una denominación de origen protegida (DOP) cuya zona de producción se encuentra en el norte de la provincia de Toledo (España). Regada por el río Alberche, incluye 51 municipios teniendo como centro de la denominación, la localidad de Méntrida, y como sede la localidad de Torrijos. Obtuvo la calificación de denominación de origen en el año 1976.

## Historia
La historia de la Denominación de Origen Méntrida se remonta a la Edad Media, cuando el cultivo de la vid comenzó a desarrollarse bajo la tutela de diferentes señoríos jurisdiccionales. Estos territorios, organizados políticamente, impulsaron la repoblación y promovieron la agricultura, incluyendo la plantación de viñedos, de los cuales ya se tiene constancia documental desde el siglo XII.
Con el paso del tiempo, la tradición vitivinícola se fue consolidando, alcanzando un notable prestigio durante la época de los Austrias, cuando los vinos de esta zona gozaron de una elevada estima en la corte madrileña. Esta etapa marcó un momento de esplendor para la producción local.
La configuración oficial de la Denominación de Origen tuvo lugar en 1976, sentando las bases normativas y de calidad que rigen hasta hoy. Desde entonces, ha atravesado diferentes fases de desarrollo y adaptación, enfrentando tanto desafíos como oportunidades vinculadas a la evolución del sector vinícola.
En la actualidad, la combinación del empuje de nuevos proyectos enológicos y la experiencia de bodegas con larga trayectoria ha contribuido a posicionar a esta Denominación entre las más reconocidas. El reconocimiento de la crítica especializada y los premios obtenidos por varios de sus vinos avalan la calidad de su producción y refuerzan su proyección en los mercados nacionales e internacionales.

## El entorno
Son terrenos situados entre el río Tajo en su margen derecho y la sierra de Gredos. El clima de Méntrida es continental extremado con inviernos largos y fríos, algo atemperados por encontrarse protegida de los vientos fríos del norte y del oeste por la barrera montañosa de Gredos.
Los veranos son calurosos y las precipitaciones muy escasas entre 300-450 mm. Estas condiciones climatológicas son idóneas para el cultivo de la vid y favorecen la aplicación de las técnicas más naturales ecológicas y biodinámicas en la elaboración de los vinos.

## Zona
Los viñedos de la DOP Méntrida se encuentran situados al Norte de la provincia de Toledo, limitando con las provincias de Ávila y de Madrid, y se extienden al pie de la sierra de Gredos en su parte oriental. Esta zona está atravesada por el curso bajo del río Alberche y en ella se ubican poblaciones ligadas al vino y a la historia como Las Ventas de Retamosa, Almorox, Camarena, El Casar de Escalona, Escalona, Maqueda, Fuensalida, Portillo de Toledo, Casarrubios del Monte y la propia Méntrida.

### Subzona sur

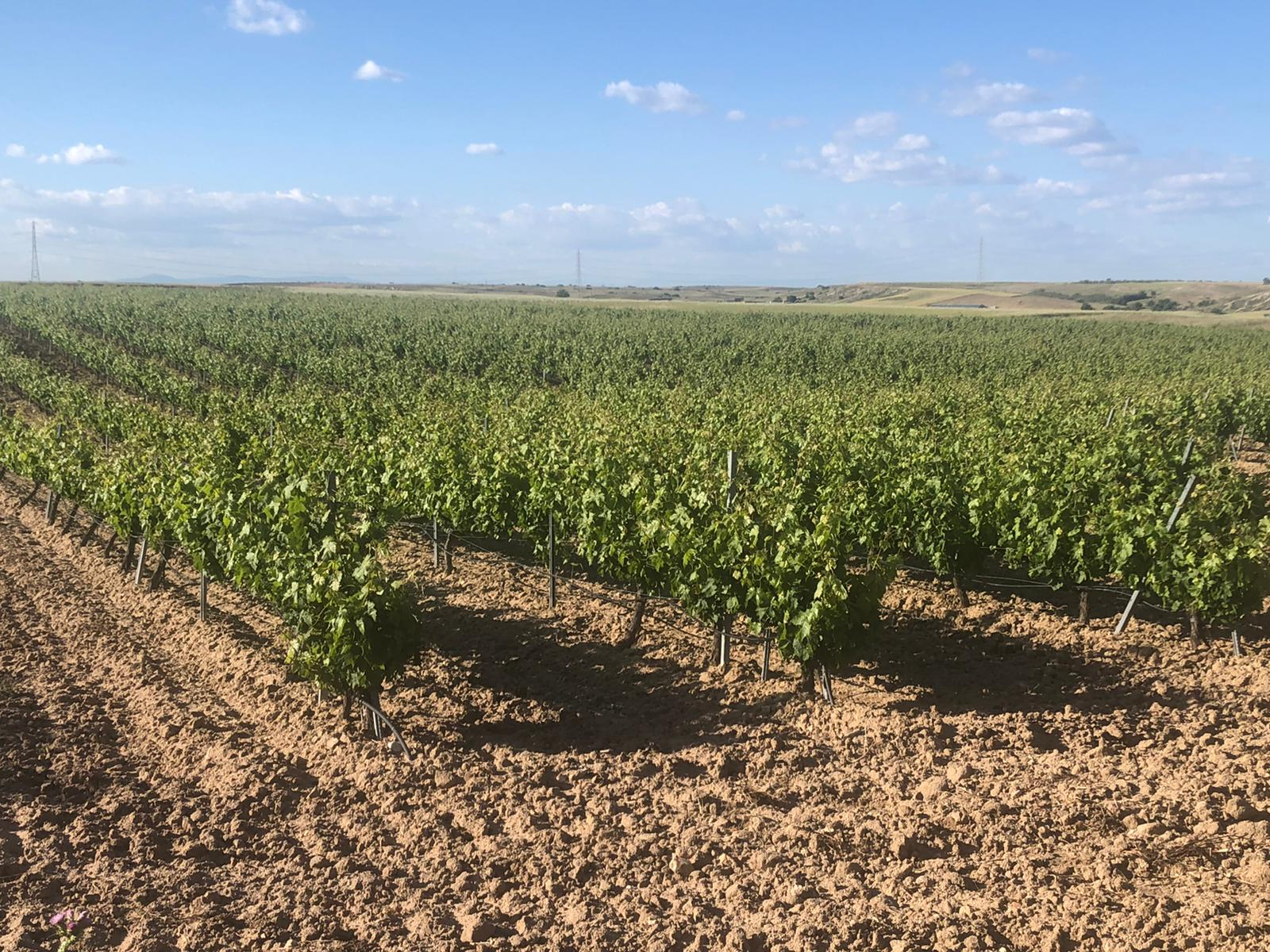
Viñedos de Camarena

En esta parte del territorio, el paisaje agrícola está dominado tradicionalmente por cultivos de cereal, pero las laderas y terrenos más irregulares, con suelos de textura arenosa y origen granítico, ofrecen condiciones ideales para el viñedo. Estas tierras, con bajo contenido en calcio y carácter ácido, resultan especialmente adecuadas para el cultivo de la Garnacha, variedad emblema de la Denominación. Esta combinación de suelo y cepa da lugar a vinos delicados, aromáticos y suaves al paladar.

### Subzona norte
Más reducida en extensión, esta área presenta una configuración de monte bajo, donde las viñas crecen entre enebros y encinas. Los suelos son silíceo-calcáreos, con presencia de granito y fragmentos de cuarzo, y están situados a altitudes que oscilan entre los 750 y 850 metros. La influencia de la sierra de Gredos, unida a la edad avanzada de las cepas —muchas con más de medio siglo de vida—, imprime a los vinos una personalidad fresca, floral y mineral, con una notable facilidad de consumo. Entre los municipios que componen esta subzona destacan El Real de San Vicente, Almendral de la Cañada y Pelahustán, todos ellos ubicados en el valle del Tiétar.

## Características de los vinos
- Vinos tintos jóvenes: Presentan colores que van desde el rojo rubí al rojo cereza, con aromas a frutas rojas y negras maduras, bien ensambladas con notas tostadas de la madera, como vainilla y coco, y ligeros toques balsámicos y especiados. En boca, destacan por su equilibrio y persistencia.
- Vinos de crianza: Mantienen los aromas frutales y maderosos, con la incorporación de notas terciarias como pimienta y cacao. Su estructura en boca es más compleja, con un final largo e intenso.

- Vinos de reserva y gran reserva: Los vinos de reserva presentan colores que van desde el rojo rubí al rojo cereza, con ribetes anaranjados. Sus aromas incluyen frutas maduras, notas balsámicas, especiadas y torrefactas. En boca, ofrecen sensaciones de madera bien integrada y un final persistente. Los gran reserva, con colores que van del rojo rubí al rojo teja, destacan por sus aromas terciarios, como cueros y especias, y un final ligeramente amargo y largo.[7]

## Uvas
La garnacha es la variedad predominante en la zona, representando aproximadamente el 80 % del viñedo. El resto del terreno se destina a otras uvas tintas autorizadas, entre las que se encuentran tempranillo, cabernet sauvignon, merlot y syrah. También se cultivan en menor medida variedades blancas como albillo, macabeo, chardonnay y sauvignon blanc. La mayoría de las cepas están cultivadas en forma de vaso, aunque en las nuevas plantaciones se utilizan espalderas. La densidad de plantación oscila entre 1100 y 2500 cepas por hectárea. La temporada de vendimia suele iniciarse entre el 10 y el 15 de septiembre.

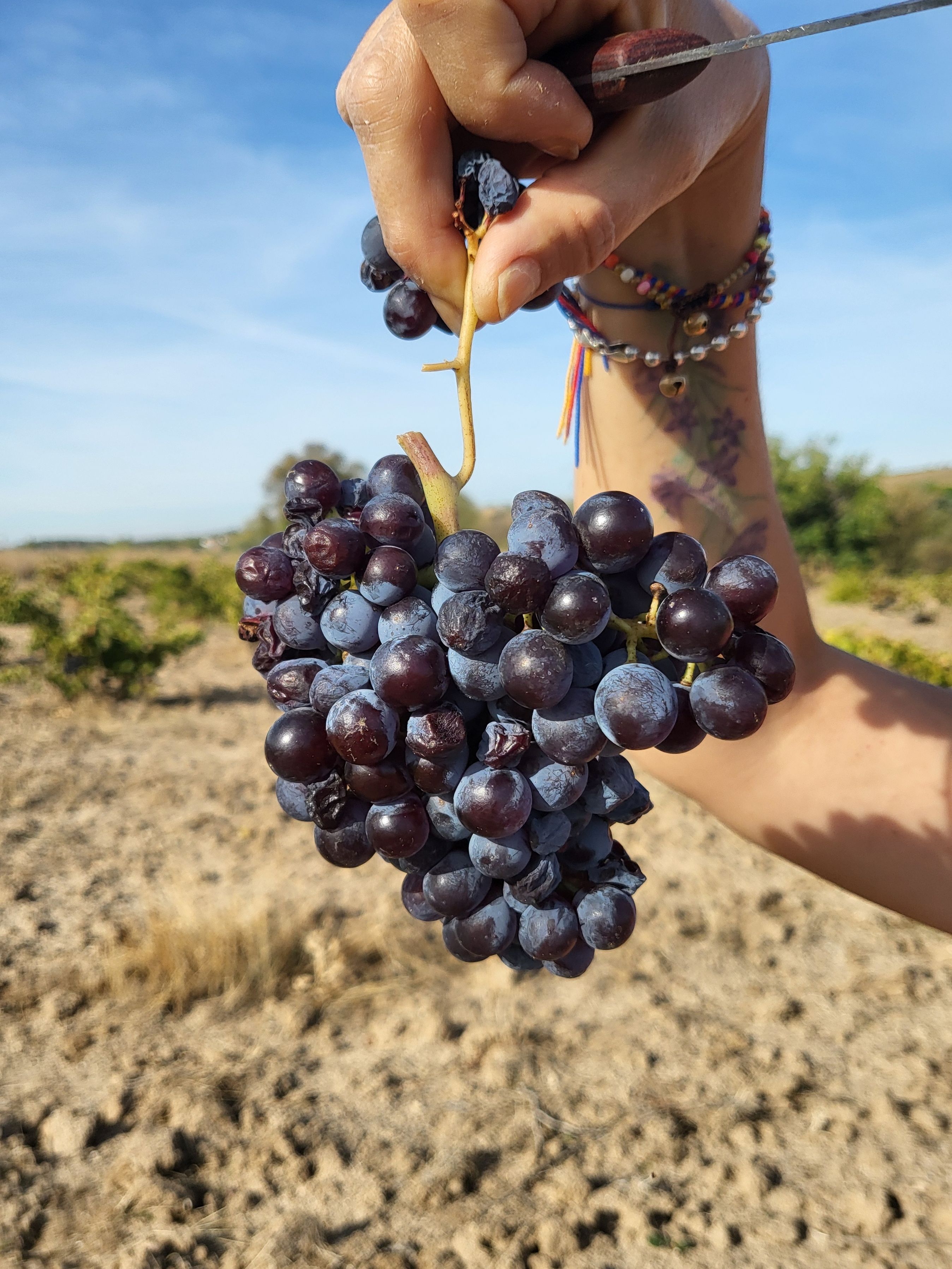
Racimo de garnacha

### Uvas tintas
- Cabernet franc
- Cencibel o tempranillo
- Cabernet sauvignon
- Garnacha
- Graciano
- Merlot
- Petit verdot
- Syrah

### Uvas blancas
- Albillo
- Chardonnay
- Moscatel de grano menudo
- Sauvignon blanc
- Verdejo
- Viura o macabeo

## Añadas
| Años 80         | Años 90     | Años 2000       | Años 2010–2023     |
| --------------- | ----------- | --------------- | ------------------ |
| 1980: Muy Buena | 1990: Buena | 2000: Muy Buena | 2010: Buena        |
| 1981: Buena     | 1991: Buena | 2001: Muy Buena | 2011: Buena        |
| 1982: Excelente | 1992: Buena | 2002: Buena     | 2012: Buena        |
| 1983: Buena     | 1993: Buena | 2003: Buena     | 2013: Muy Buena    |
| 1984: Excelente | 1994: Buena | 2004: Buena     | 2014: Buena        |
| 1985: Buena     | 1995: Buena | 2005: Buena     | 2016: Buena        |
| 1986: Buena     | 1996: Buena | 2006: Buena     | 2017: Buena        |
| 1987: Buena     | 1997: Buena | 2007: Muy Buena | 2018: Muy Buena    |
| 1988: Excelente | 1998: Buena | 2008: Buena     | 2019: No hay datos |
| 1989: Buena     | 1999: Buena | 2009: Buena     | 2020: No hay datos |
|                 |             |                 | 2021: Muy Buena    |
|                 |             |                 | 2022: Muy Buena    |
|                 |             |                 | 2023: Muy Buena    |

## Localidades y bodegas
Los municipios que integran la denominación son: Albarreal de Tajo, Alcabón, Aldea en Cabo, Almendral de la Cañada, Almorox, Arcicóllar, Argés, Barcience, Bargas, Buenaventura, Burujón, Camarena, Camarenilla, Cardiel de los Montes, Carmena, Carranque, Casarrubios del Monte, Castillo de Bayuela, Cazalegas, Cebolla, Chozas de Canales, Domingo Pérez, El Carpio de Tajo, El Casar de Escalona, El Real de San Vicente, El Viso de San Juan, Erustes, Escalona, Escalonilla, Fuensalida, Garciotum, Gerindote, Guadamur, Hinojosa de San Vicente, Hormigos, Huecas, Illán de Vacas, La Iglesuela del Tiétar, La Mata, La Torre de Esteban Hambrán, Las Ventas de Retamosa, Lominchar, Los Cerralbos, Lucillos,  Malpica de Tajo, Maqueda, Marrupe, Méntrida, Mesegar de Tajo, Montearagón, Navamorcuende, Nombela, Novés, Nuño Gómez, Olías del Rey, Otero, Palomeque, Paredes de Escalona, Pelahustán, Portillo de Toledo, Quismondo, Recas, Rielves, San Martín de Pusa, Santa Ana de Pusa, Santa Cruz del Retamar,  Santa Olalla, Sartajada, Sotillo de las Palomas, Talavera de la Reina, Toledo, Torrijos (donde se encuentra la sede del Consejo Regulador), Val de Santo Domingo, Valmojado, Villamiel de Toledo y Yunclillos.
Varios de estos municipios forman parte de la Ruta del Vino Méntrida-Toledo, una iniciativa enoturística reconocida oficialmente por ACEVIN (Asociación Española de Ciudades del Vino). Esta ruta permite a los visitantes disfrutar de una experiencia completa en torno al vino, combinando la visita a bodegas de la Denominación de Origen Méntrida con la riqueza patrimonial, cultural y gastronómica de los pueblos del entorno.
La DOP Méntrida cuenta con 20 bodegas adscritas. El municipio con más bodegas es Camarena, con un total de seis. Existe el caso singular de Cochem (Alemania), donde se encuentra la bodega Andreas Oster, vinculada a la DO a través de la elaboración o comercialización de vinos con origen en Méntrida.

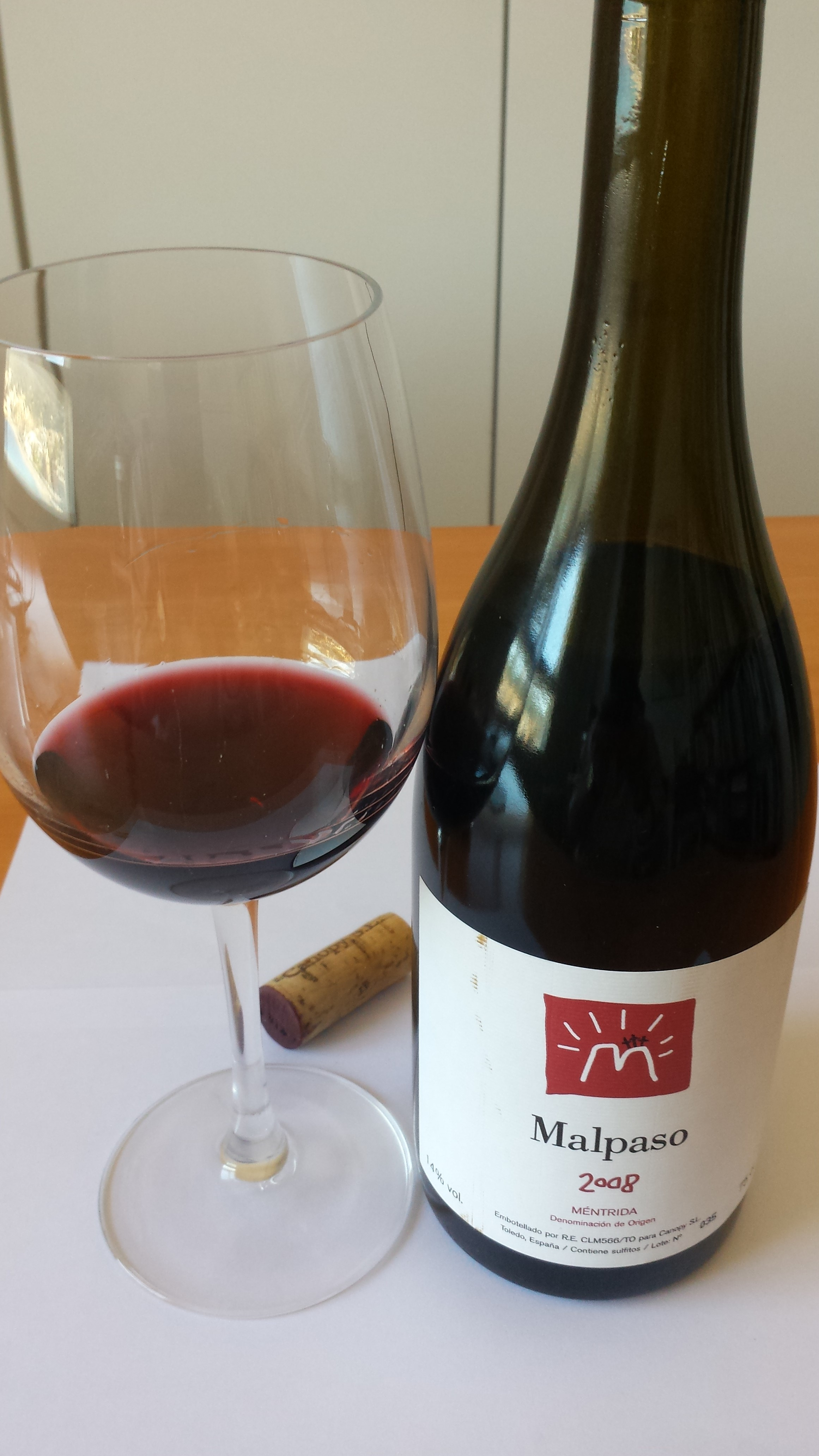
Malpaso Méntrida - Syrah

- A Pie de Tierra (Aldea del Fresno)
- Alonso Cuesta (La Torre de Esteban Hambrán)
- Andreas Oster (Cochem, Alemania)
- Arrayán (Santa Cruz del Retamar)
- Atalaque (Fuensalida)
- Bodegas Jiménez-Landi (Méntrida)
- Bodegas y Viñedos El Barro (Camarena)
- Bodegas y Viñedos González (Camarena)
- Canopy-Consul (Camarena)
- Condes de Fuensalida (Fuensalida)
- Finca Constancia (Otero)
- Hibeu (La Torre de Esteban Hambrán)
- López Campos (Valmojado)
- Ntra. Sra. Linares (La Torre de Esteban Hambrán)
- Ntra. Sra. Natividad (Méntrida)
- San Roque (Escalona)
- Santo Domingo de Guzmán (Valmojado)
- Tavera (Camarena)
- Uva de Vida (Camarena)
- Vitícola Mentridana (Méntrida)
- Viñedos de Camarena (Camarena)